# Герцог Ночера
Герцог де Ночера (исп. duque de Nochera) — испанский аристократический титул, созданный королем Филиппом IV 10 августа 1656 года для Франсиско Моура и Корте Реал и Мело, 3-го маркиза де Кастель-Родриго и 4-го графа де Лумиарес (ок. 1610—1675).
Герцогский титул был создан в Неаполитанском королевстве и имел оригинальное название «Duca di Nocera».
Титул был восстановлен королем Испании Альфонсо XIII в 1922 году для Альфонсо Фалько и Гандара, 16-го маркиза де Кастель-Родриго, 11-го барона де Бенифайо.
Первоначально герцогский титул происходил от названия города Ночера, провинция Салерно, регион Кампания (Италия).

## Герцоги де Ночера
|                                     | Титул | Период                           |
| Креация была создана Филиппом IV    | Креация была создана Филиппом IV | Креация была создана Филиппом IV |
| ----------------------------------- | --- | -------------------------------- |
| I                                   | Франсиско де Моура Корте Реал и Мело (ок. 1610 — 26 ноября 1675), сын Мануэля де Моура и Конте-Реал (ок. 1590—1651)                                                                               | 1656-1675                        |
| II                                  | Леонор де Моура и Монкада де Арагон (ок. 1650—1706), дочь предыдущего | 1676-1706                        |
| III                                 | Хуана де Моура и Монкада де Арагон (ок. 1650—1717), сестра предыдущей | 1706-1717                        |
| IV                                  | Франческо Пио де Савойя и Моура (1672 — 15 сентября 1723), сын Джилберто Сигисберто Пио де Савойя, принца де Сан-Джорджо (ум. 1676), и Хуаны де Моура Корте-Реал, 5-й маркизы де Кастельо Родриго | 1717 — 1723                      |
| V                                   | Джисберто Пио де Савойя и Спинола (25 марта 1717 — 12 января 1776), сын предыдущего | 1723-1776                        |
| VI                                  | Исабель Мария Пио де Савойя и Спинола (1719 — 8 мая 1799), сестра предыдущего | 1776-1799                        |
| VII                                 | Антонио Валькарсель и Пио де Савойя (15 марта 1748 — 14 ноября 1808), старший сын предыдущей и Антони Хосе Валькарсель и Перес Пастор (1718 — ок. 1790)                                           | 1799-1808                        |
| VIII                                | Антонио Валькасрель и Паскуаль де Побиль, старший сын предыдущего | 1808-1824                        |
| Креация восстановлена Альфонсо XIII | |                                  |
| IX                                  | Альфонсо Фалько и де ла Гандара (9 августа 1903 — 3 мая 1957), сын Хуана Фалько де Белаочага и Тривульцио, принца де Рио де Савойя, графа де Лумиареса, герцога де Ночера (1856—1923)             | 1922-1971                        |
| X                                   | Карло Эрнесто Пабло Бертоне ди Самбуй (26 марта 1918 — 22 июля 2003), старший сын Филиппо Бальбо Бертони, графа де Самбуй (1879—1941)                                                             | 1971-2005                        |
| XI                                  | Филипо Пабло Бертони ди Самбуй и Ваньер (род. 14 сентября 1956), единственный сын предыдущего | 2005 — настоящее время           |